# Aeroporto di Liverpool
L'Aeroporto di Liverpool (IATA: LPL, ICAO: EGGP), conosciuto anche con il nome commerciale di Liverpool John Lennon Airport, è un aeroporto britannico situato a 12 km a sud est della città di Liverpool vicino alla riva del fiume Mersey in Inghilterra. Lo scalo è intitolato, nella sua dicitura commerciale, al musicista nato a Liverpool John Lennon (1940-1980).
L'aeroporto è hub per la compagnia aerea inglese EasyJet e l'irlandese Ryanair entrambe operanti nel settore del trasporto aereo low cost.